# Skallön

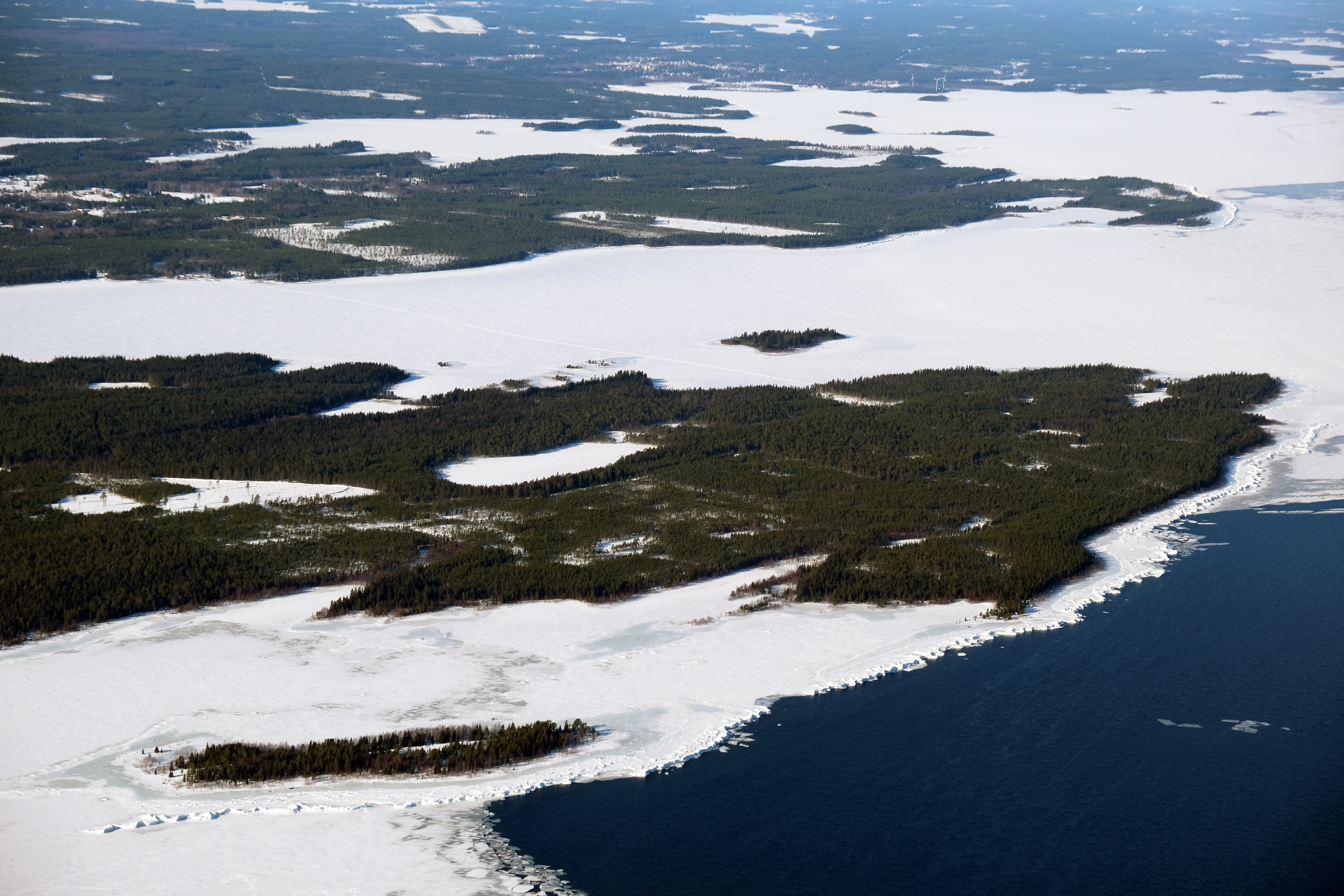
Skallön

Skallön är ett naturreservat i Skellefteå kommun i Västerbottens län.
Området är naturskyddat sedan 1998 och är 371 hektar stort. Reservatet omfattar västra delen av halvön Skallön och hav och mindre öar utanför. Reservatet består av ostörda kustmiljöer, från havsvikar, laguner och landhöjningsstränder till strandlövskogar, primära barrskogar, naturskogsartade barrblandskogar samt kustnära våtmarker och tjärnar.